# クヌト・クローン
クヌト・ウィリアム・クローン（Knut William Kroon、1906年6月19日 - 1975年2月27日）は、スウェーデン・ヘルシンボリ出身の元同国代表サッカー選手。現役時代のポジションはフォワード、ミッドフィールダー。

## 経歴
1925年、19歳でステッテーナIFというアマチュアクラブからアルスヴェンスカンに所属していたヘルシンボリIFへ移籍し、同年にポーランド代表との親善試合でスウェーデン代表デビューを果たした。ヘルシンボリIFではクラブが黄金期を迎えるにあたってスコアラーとして活躍し、1929年から1941年の間で5度のリーグ優勝に貢献した。また、スウェーデン代表でもレギュラーとしてプレーしており、1934 FIFAワールドカップでは1回戦のアルゼンチン代表戦で2-2からの決勝ゴールを決め、チームのベスト8進出に一役買ったが、ベスト8でドイツ代表の前に敗れた。また、出場機会は無かったが、ベルリンオリンピックにも参加した。

## タイトル

### クラブ
ヘルシンボリIF
- アルスヴェンスカン : 5回 (1928-29, 1929-30, 1932-33, 1933-34, 1940-41)
- スウェーデンカップ : 1回 (1941)